# McDonaldland (universo immaginario)

Mascotte di Ronald McDonald presente durante la cerimonia di apertura dei Giochi Olimpici del 2012 tenuta presso la Kadena Air Base di Okinawa.

McDonaldland è un mondo immaginario che venne utilizzato a fini promozionali dalla catena di fast food statunitense McDonald's dal 1971 fino al 2003. Il personaggio principale dell'universo di McDonaldland è Ronald McDonald.

## Storia
McDonaldland venne commissionata dalla multinazionale McDonaldland dalla Needham, Harper & Steers (oggi DDB) intorno al 1970. Il primo spot dedicato ai personaggi di McDonaldland andò in onda durante il mese di gennaio del 1971 e, analogamente a quelli che vennero trasmessi poco dopo, erano accompagnati da una melodia bubblegum e una voce fuori campo che narrava le storie di Ronald McDonald che riusciva a sventare i piani di Hamburglar, Grimace e Captain Crook intenti a rubare i prodotti della McDonald's. Durante i due decenni seguenti, i personaggi di McDonaldland apparvero negli speciali animati e nei prodotti della McDonald's. A partire dal 2003, anno in cui la McDonald's iniziò a rivolgersi maggiormente al pubblico degli adulti, la campagna promozionale di McDonaldland cessò di esistere. Ad eccezione del solo Ronald McDonald, che continuò ad essere utilizzato nelle pubblicità della multinazionale per alcuni anni, i personaggi di McDonaldland faranno solo apparizioni occasionali.

## Personaggi

### Ronald McDonald
Personaggio principale di McDonaldland e mascotte ufficiale della McDonald's. È un clown dai capelli cespugliosi e il volto truccato pesantemente che indossa una larga tuta gialla e grandi scarpe rosse.

### Hamburglar

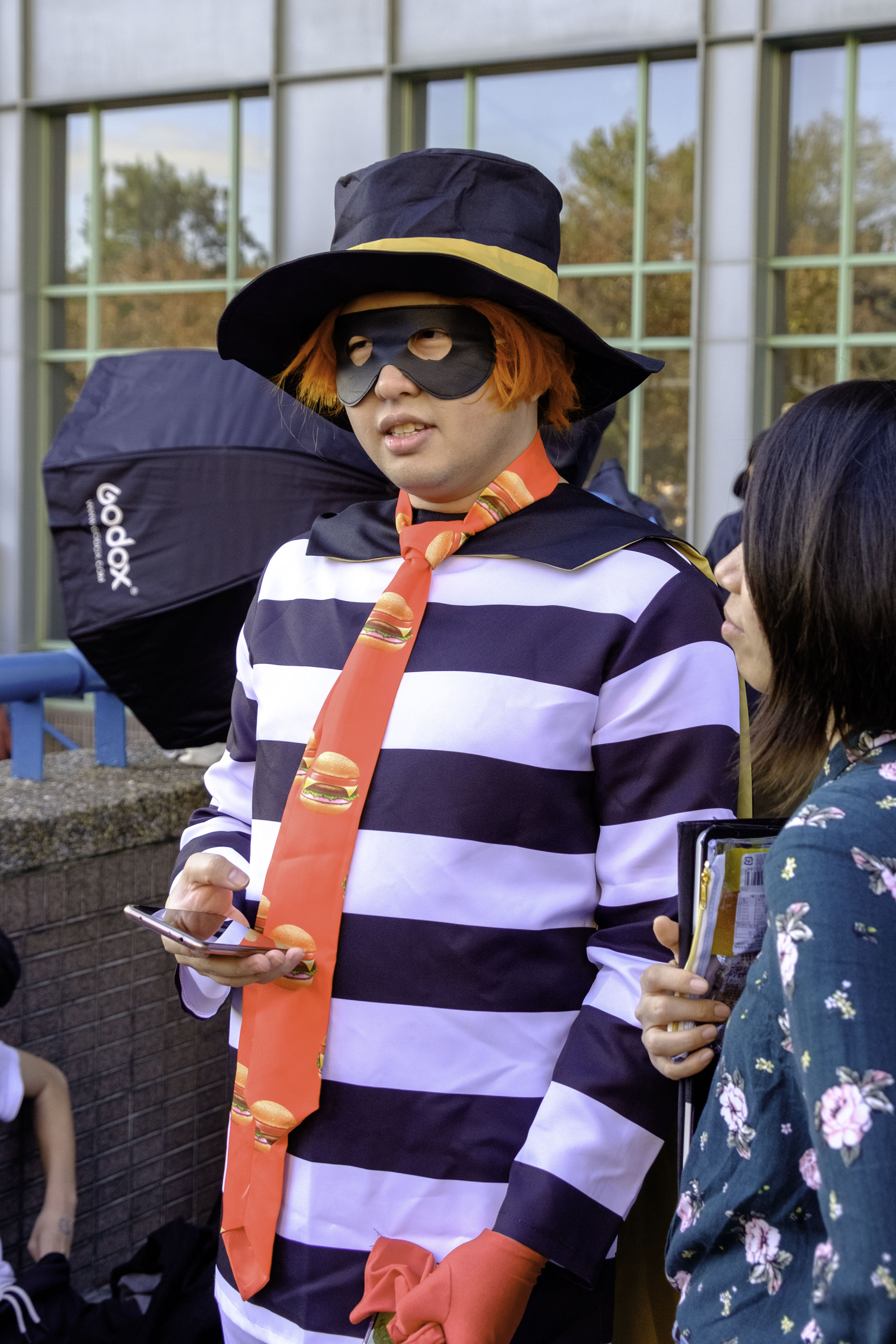
Cosplayer di Hamburglar

Un ladro basso e paffuto. Introdotto nel 1971 e fra i primi antagonisti di McDonaldland, Hamburglar appariva negli spot pubblicitari dove tentava, senza successo, di rubare gli hamburger a Ronald. Inizialmente, Hamburglar parlava una lingua incomprensibile che soltanto Captain Crook sembrava riuscire a capire. Tuttavia, quando ricomparve nel 1985, il personaggio divenne amico di Ronald e iniziò a esprimersi in modo comprensibile. Nel 2015, la McDonald's fece ricomparire Hamburglar nella campagna promozionale del suo "Sirloin Burger". Il nome del personaggio è una crasi dei termini hamburger e burglar, che significa ladro o scassinatore.
Hamburglar venne impersonato da Frank Delfino fra il 1971 e il 1992, da Jerry Maren in alcuni spot pubblicitari, e da Tommy Vicini dal 1992 al 2003. Hamburglar venne doppiato da Larry Storch dal 1971 al 1986, da Howard Morris dal 1986 al 2003, da Charlie Adler in alcuni spot pubblicitari mandati in onda durante la metà degli anni 1980 e in The Wacky Adventures of Ronald McDonald, e da Carl W. Wolfe in alcuni spot degli anni 1990.

### Grimace
Un grande mostro viola. Quando apparve per la prima volta durante il mese di settembre del 1971, Grimace (lett. "smorfia") prendeva il nome di "Evil Grimace", ed era un antagonista di McDonaldland che rubava i frullati e le bevande della McDonald's usando le sue quattro braccia. A partire dall'anno seguente, quando il suo nome venne abbreviato in "Grimace", egli iniziò ad avere solo due braccia e divenne un mostro goffo e dal carattere dolce.
Grimace venne interpretato da Patty Saunders fra il 1971 e il 1986, mentre fra il 1986 e il 2003 era impersonato da Frank Welker e, occasionalmente, Larry Moran. Il personaggio venne doppiato da Lennie Weinrib fra il 1971 e il 1986, e da Kevin Michael Richardson in The Wacky Adventures of Ronald McDonald.

### Mayor McCheese
Il sindaco maldestro di McDonaldland. Mayor McCheese si presenta come un personaggio antropomorfo con la testa a forma di gigantesco cheeseburger, indossa un cilindro, una fascia da diplomatico, e un paio di occhiali pince-nez. Egli apparve per la prima volta nel 1971 per poi scomparire definitivamente nel 1985.
McCheese fu interpretato da Billy Curtis fra il 1971 al 1979, e Jerry Maren dal 1980 al 1985. McCheese veniva doppiato da Howard Morris, che impersona Ed Wynn negli spot pubblicitari, e Bob Joles, che impersona Wynn in The Wacky Adventures of Ronald McDonald.

### Big Mac

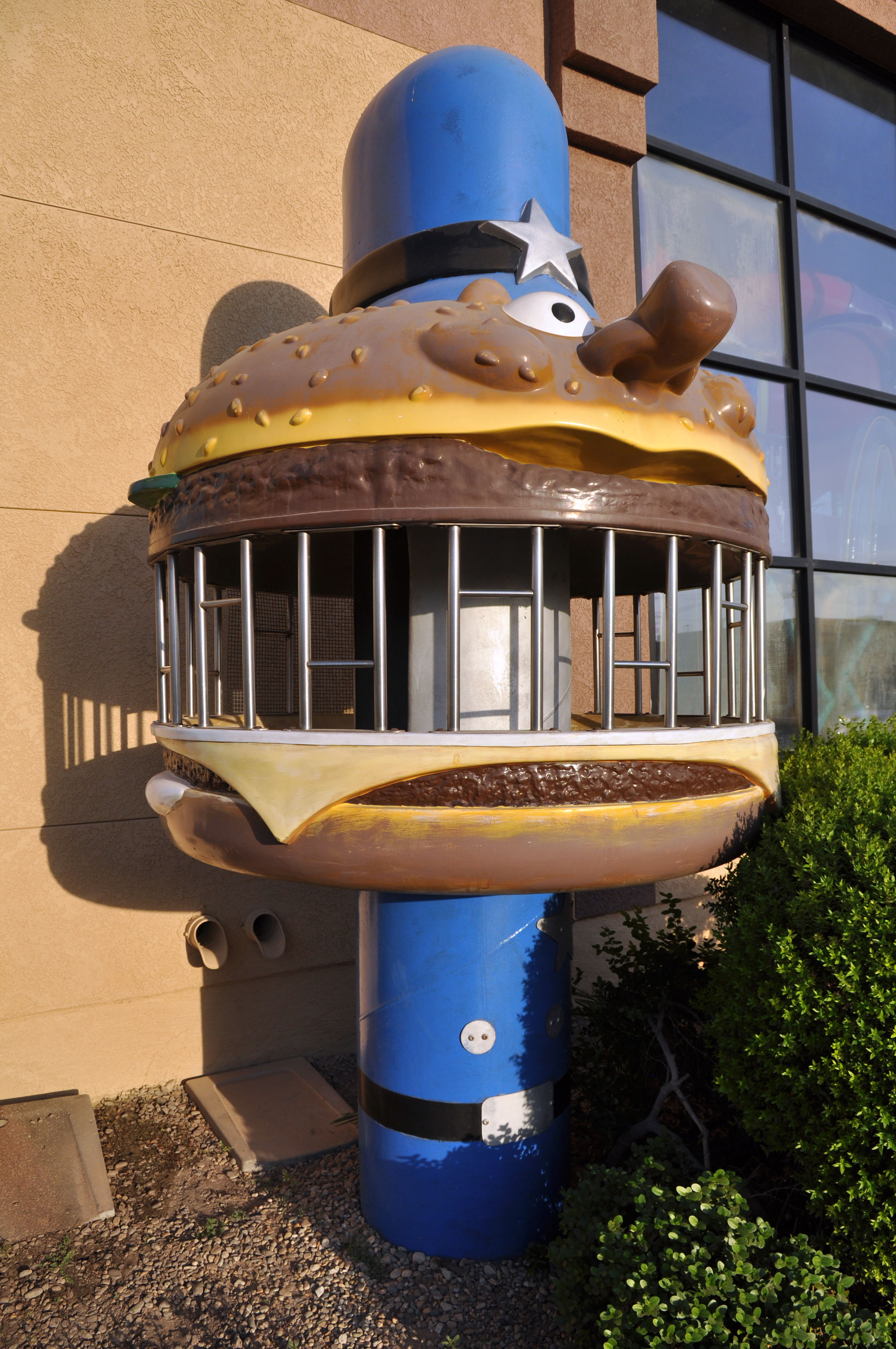
Attrazione per bambini a forma di Big Mac oggi adibita a decorazione in un ristorante McDonald's di Calexico.

Capo della polizia di McDonaldland, passa la maggior parte del tempo a dare la caccia ad Hamburglar e Captain Crook. Big Mac ha la testa a forma di Big Mac, e porta un'uniforme da poliziotto con casco metropolitano. Introdotto nel 1971, Big Mac apparve insieme agli altri personaggi di McDonaldland fino al 1985. Big Mac veniva interpretato da Jerry Maren e doppiato da Ted Cassidy.

### Captain Crook
Un capitano dei pirati che tende a rubare i Filet-O-Fish. Captain Crook sembra essere l'unico personaggio capace di capire ciò che dice Hamburglar quando parla. Dopo essere comparso per la prima volta nel 1971, Captain Crook subì delle modifiche nel 1984, quando la sua estetica divenne simile a quella di un Muppet. Nel medesimo periodo, egli iniziò a essere accompagnato da un pappagallo, e divenne proprietario dell'azienda fittizia S.S. Filet-O-Fish. Captain Crook apparve per l'ultima volta nel 1985. Crook veniva interpretato da Bob Towers. I doppiatori di Crook erano invece Larry Storch, che prestò la voce al personaggio dal 1971 al 1983, e da Tim Blaney, che gli diede la voce dal 1984 al 1985.

### Professor
Scienziato, inventore e ricercatore di McDonaldland. A lui sono attribuite invenzioni improbabili come la "Psychedelic Electronic Hamburger Machine" (che produceva involontariamente solo delle zucche), il "Dinner Gong", un'automobile invisibile che permette a Ronald McDonald di arrivare nei ristoranti della McDonald's per incontrare i bambini, la "Magnetic Bat" e il "Chicken McNugget Dip-O-Matic". Durante gli anni 1970, Professor si presentava come un uomo che porta i capelli lunghi, la barba, gli occhiali e un cappello. Durante il decennio seguente, aveva invece l'aspetto di una persona baffuta col naso lungo che porta un elmo dotato di lampadina. Il personaggio venne lanciato nel 1971 e rimosso nel 1985. Il professore veniva interpretato da Lou Wagner e doppiato da Andre Stojka.

### Fry Kids
Mostri di piccole dimensioni senza braccia, con due lunghe gambe e il corpo ricoperto di peli che tentano di rubare le patatine della McDonald's agli altri personaggi. Vennero introdotti nel 1972, anno in cui però erano conosciuti come "Gobbins". I Fry Kids sono stati doppiati da numerosi prestavoce negli spot pubblicitari. Nella serie animata The Wacky Adventures of Ronald McDonald, le voci dei personaggi sono di Kath Soucie, Paul Greenberg e Nika Futterman.

### Birdie the Early Bird
Primo personaggio femminile introdotto dalla McDonald's. Birdie ha l'aspetto di un uccello giallo che indossa una tuta rosa, una sciarpa e degli occhiali da aviatore, e ha un atteggiamento impacciato. Venne Usata per essere la Spalla e Aiutante di Ronald. Venne lanciata nel 1980 al fine di promuovere i prodotti da consumare a colazione della McDonald's. Birdie venne interpretata da Patty Maloney. Le sue doppiatrici sono Russi Taylor e Christine Cavanaugh, che le hanno prestato la voce rispettivamente negli spot commerciali e nella serie animata The Wacky Adventures of Ronald McDonald.

### Happy Meal Gang
Si tratta di vari personaggi che hanno l'aspetto dei prodotti Happy Meal della McDonald's. Introdotti nel 1979, i membri della Happy Meal Gang diventeranno amici dei McNugget Buddies (1984), e ad essi si unirà l'Happy Meal Box e l'Under 3 Toy (1992). Sono costituiti da The Happy Meal Hamburger (doppiato da Bob Arbogast, poi rimpiazzato da Jim Cummings), l'Happy Meal Fries (doppiato da Jeff Winkless e, in anni più recenti, da Bob Bergen e Tress MacNeille), e l'Happy Meal Drink (doppiato da Hal Smith e Bill Farmer).

### Uncle O'Grimacey
Zio di Grimace. Uncle O'Grimacey venne lanciato nel 1977 durante una campagna pubblicitaria in cui veniva promosso lo Shamrock Shake, un milkshake al gusto menta reperibile solo in alcuni ristoranti McDonald's durante il giorno di San Patrizio. O'Grimacey veniva doppiato da Lennie Weinrib.

### CosMc
Un alieno apparso negli spot pubblicitari a metà degli anni 1980. CosMc era un personaggio del videogioco McDonaldland. Egli era interpretato da Tommy Vicini e doppiato da Frank Welker.

### McNugget Buddies
Un gruppo di Chicken McNuggets antropomorfi introdotti nel 1984. Negli spot pubblicitari erano doppiati da Hal Rayle, Frank Welker, Katie Leigh, Greg Berg, Pat Musick, Don Messick e Pat Fraley negli spot pubblicitari, mentre in The Wacky Adventures of Ronald McDonald la loro voce è quella di Pamela Adlon, Lisa Raggio e Charlie Adler).

### Bernice
Una creatura marrone apparsa per la prima volta nel 1992 e che ha l'abitudine di divorare cose immangiabili. Nello spot pubblicitario Ronald McDonald Makin' Movies, Bernice mangia il copione di un film. Bernice era interpretata da Tim Blaney e Tony Urbano.

### Avvoltoio
Un avvoltoio senza nome con la voce monotona.

### Sundae
Il cane di Ronald. Sundae appare solo in The Wacky Adventures of Ronald McDonald. L'animatronic di Sundae venne costruito dalla Optic Nerve Studios, Inc. Il personaggio era interpretato da Verne Troyer, che era assistito dai burattinai Mark Garbarino, Bryan Blair, Russell Shinkle e Shaun Smith, e doppiato da Dee Bradley Baker.

### Iam Hungry
Un mostro verde svolazzante con le braccia arancioni che si autoproclama il "Vice President of Snacking". Venne introdotto nel 1998 per poi scomparire tre anni più tardi. Iam Hungry era doppiato da Jeff Lupetin.

### Mike the Microphone
Un personaggio che compare esclusivamente in Ronald McDonald presents Silly Sing Along e Ronald Makes It Magic, un album e un singolo promozionali usciti entrambi nel 1995 per la Kid Rhino.

## Controversie
Nel 1973, la McDonald's venne chiamata in giudizio da Sid e Marty Creato, in quanto ritennero McDonaldland un plagio del loro show televisivo per bambini H.R. Pufnstuf. Stando alle dichiarazioni dei due, ciò sarebbe confermato ad esempio dal personaggio di McCheese, da loro giudicato troppo simile a H.R. Pufnstuf. Il colosso americano dovette versare un milione di dollari ai Krofft con l'accusa di violazione di copyright. Inoltre, la McDonald's non poté più mandare in onda gli spot pubblicitari dove apparivano molti personaggi di McDonaldland.